# Pokémon the Series: Sun & Moon: Ultra Legends
Pokémon Sun & Moon: Ultra Legends (anunciado como Pokémon the Series: Sun & Moon: Ultra Legends), é a vigésima segunda temporada do anime Pokémon, e a terceira temporada de Pokémon the Series: Sun & Moon, originalmente conhecida no Japão como Pocket Monsters: Sun & Moon (ポケットモンスター サン＆ムーン, Poketto Monsutā San ando Mūn). Esta temporada segue as continuações das aventuras de Ash e seus colegas de classe na escola Pokémon na região de Alola.
A temporada estreou no Japão em 21 de outubro de 2018 na TV Tokyo. A temporada estreou nos Estados Unidos em 23 de março de 2019 no Disney XD.
A abertura japonês é Sua aventura (キミの冒険, Kimi no bōken) por Taiiku Okazaki. O encerramento japonês é "Twerp, Twerpette" (ジャリボーイ・ジャリガール, Jari-boy, Jari-girl), novamente por Taiiku Okazaki. A abertura americana é “The Challenge of Life” composta por Ed Goldfarb, apresentando Dani Marcus e The Sad Truth.
No Brasil, Pokémon, A Série Sol e Lua: Ultra Lendas estreou no dia 3 de junho de 2019 no Cartoon Network.
Em Portugal, Pokémon, A Série Sol e Lua: Ultralendas estreou no dia 18 de novembro de 2019 no Biggs e no dia 1 de julho de 2021 no Panda Kids.

## Episódios
| EP#  | EP#    | Título em Português Brasileiro Título em Português Europeu Título Original                                                                                                  | Na transmissão | Na transmissão                              |
| #    | #      | Título em Português Brasileiro Título em Português Europeu Título Original                                                                                                  | Japão          | Brasil Portugal                             |
| ---- | ------ | --- | -------------- | ------------------------------------------- |
| 1043 | SM–93  | "Lílianete e o Bastão! Lillier e o Ceptro!" "Yūsha ririeru to arōra no tsue! (勇者リリエルとアローラの杖！)"                                                                | 21/10/2018     | 3/06/2019 Cartoon Network 18/11/2019 Biggs  |
| 1044 | SM–94  | "Uma Casa Mal-Assombrada Para Todo Mundo! Uma Casa Assombrada Para Todos!" "Gōsutopokemon dai shūgō! Min'na no obakeyashi! (ゴーストポケモン大集合！みんなのお化け屋敷！)"  | 28/10/2018     | 4/06/2019 Cartoon Network 19/11/2019 Biggs  |
| 1045 | SM–95  | "Uma Perturbação Elétrica! Confusão Faiscante" "Vu~era kazan, gorōngorōnya ya ma o toko! (ヴェラ火山、ゴローンゴローニャやまおとこ！)"                                      | 4/11/2018      | 5/06/2019 Cartoon Network 20/11/2019 Biggs  |
| 1046 | SM–96  | "Em Busca de Stufful! O Stufful Está Em Família!" "Roketto-dan to nuikoguma! (ロケット団とヌイコグマ！)"                                                                    | 11/11/2018     | 6/06/2019 Cartoon Network 21/11/2019 Biggs  |
| 1047 | SM–97  | "Não Deixar Pedra Sobre Pedra! Novo Rival, Nova Técnica, Novo Rowlet!" "Takumi no Fukusuro!! Nemuri no Mokuro zzz (匠のフクスロー！！眠りのモクローzzz)"                    | 18/11/2018     | 10/06/2019 Cartoon Network 22/11/2019 Biggs |
| 1048 | SM–98  | "Holofotes Brilhantes e Grandes Mudanças! Luzes, Câmaras, Mudanças!" "Kombi Kansai!? Satoshi to Rotomu (コンビ解散！？サトシとロトム)"                                      | 25/11/2018     | 11/06/2019 Cartoon Network 25/11/2019 Biggs |
| 1049 | SM–99  | "Sabemos Para Onde Está Indo, Eevee! Nós Sabemos Aonde É Que Vais, Eevee!" "Ībui doko iku no? Ano ko ni ai ni doko made mo! (イーブイどこいくの？あのコに会いにどこまでも)" | 2/12/2018      | 12/06/2019 Cartoon Network 26/11/2019 Biggs |
| 1050 | SM–100 | "Enfrentando a Criatura Interior! Combater Contra A Fera Interior!" "Kaze o tatsu inazuma! Sononaha zeraora! ! (風を断つ稲妻！その名はゼラオラ！！)"                        | 9/12/2018      | 13/06/2019 Cartoon Network 27/11/2019 Biggs |
| 1051 | SM–101 | "Amizades Paralelas!" "Hanate! Yūjō no tsuinsupākingugigaboruto! ! (放て！友情のツインスパーキングギガボルト！！)"                                                          | 16/12/2018     | 15/07/2019 Cartoon Network 28/11/2019 Biggs |
| 1052 | SM–102 | "Alola, Alola!" "Arōra de arōra! Takeshi to Kasumi! (アローラでアローラ！タケシとカスミ！！)"                                                                               | 23/12/2018     | 16/07/2019 Cartoon Network 29/11/2019 Biggs |
| 1053 | SM–103 | "Coração de Fogo, Coração de Pedra!" "Iwa o mo kudaku atsuki hāto! Raichi to Takeshi! ! (岩をも砕く熱きハート！ライチとタケシ！！)"                                         | 6/1/2019       | 17/07/2019 Cartoon Network 02/12/2019 Biggs |
| 1054 | SM–104 | "Uma Pesquisa Apimentada! Pesquisa na Ilha com Sabor a Picante!" "Poni shima no jiyukenkyū! Shima kingu o sagase! ! (ポニ島の自由研究！しまキングをさがせ！！)"             | 13/1/2019      | 18/07/2019 Cartoon Network 03/12/2019 Biggs |
| 1055 | SM–105 | "Confronto na Ilha de Poni! Confronto na Ilha Poni!" "Rugarugan kessen! Satoshi VS Gurajio! ! (ルガルガン決戦！サトシVSグラジオ！！)"                                       | 20/1/2019      | 22/07/2019 Cartoon Network 04/12/2019 Biggs |
| 1056 | SM–106 | "Pesquisa em Evolução!" "Umi ari tani ari! Pokemon shinka dai tokkun! ! (海あり谷あり！ポケモン進化大特訓！！)"                                                             | 27/1/2019      | 23/07/2019 Cartoon Network 05/12/2019 Biggs |
| 1057 | SM–107 | "Corram, Heróis, Corram!" "Hashire kaki! Onore o koete! ! (走れカキ！己を超えて！！)"                                                                                       | 3/2/2019       | 24/07/2019 Cartoon Network 06/12/2019 Biggs |
| 1058 | SM–108 | "Lembranças na Névoa! Memórias na Névoa!" "Kapu-Rehire no kirinonakade (カプ・レヒレの霧の中で)"                                                                            | 10/2/2019      | 26/08/2019 Cartoon Network 09/12/2019 Biggs |
| 1059 | SM–109 | "Uma Grande Estreia!" "Shima kuīn tanjō! Satoshi no dai shiren! ! (しまクイーン誕生！サトシの大試練！！)"                                                                   | 17/2/2019      | 27/08/2019 Cartoon Network 10/12/2019 Biggs |
| 1060 | SM–110 | "De Olho na Bola! Sempre Com Os Olhos Na Bola!" "Pokegorufu de ōruinwan (ポケゴルフでホールインワン！)"                                                                     | 24/2/2019      | 28/08/2019 Cartoon Network 11/12/2019 Biggs |
| 1061 | SM–111 | "Um Banquete Metálico! Metal Para O Meltan!" "Arōra jōriku! Tarutarumetarupanikku! ! (アローラ上陸！タルタルメタルパニック！！)"                                            | 3/3/2019       | 29/08/2019 Cartoon Network 12/12/2019 Biggs |
| 1062 | SM–112 | "Uma Amizade Forte Como o Metal! Meltan, O Novo Amigo de Rowlet!" "Shinshu hakken! Merutan, Gettoda ze! ! (新種発見！メルタン、ゲットだぜ！！)"                             | 10/3/2019      | 23/09/2019 Cartoon Network 13/12/2019 Biggs |
| 1063 | SM–113 | "O Momento Mágiko! Este Momento Magik!" "Shin Bangumi! ? Chīsana Koikingu no Merodi (新番組！？小さなコイキングのメロディ)"                                                 | 17/3/2019      | 24/09/2019 Cartoon Network 16/12/2019 Biggs |
| 1064 | SM–114 | "As Aparências Enganam! A Beldade Está no Cristal!" "Byūtī ando Nyarth! (ビューティー・アンド・ニャース！)"                                                                 | 24/3/2019      | 25/09/2019 Cartoon Network 17/12/2019 Biggs |
| 1065 | SM–115 | "O Agente da Destruição! O Chefe da Destruição!" "Hakai no Teiō Guzuma! (破壊の帝王グズマ！)"                                                                               | 31/3/2019      | 26/09/2019 Cartoon Network 18/12/2019 Biggs |
| 1066 | SM–116 | "A Princesa Secreta!" "Rīrie to Himitsu no Kikō Hime! (リーリエと秘密の機巧姫！)"                                                                                           | 7/4/2019       | 4/11/2019 Cartoon Network 19/12/2019 Biggs  |
| 1067 | SM–117 | "E o Vento Carregou! E Tudo o Vento Leva!" "Sheimi, Merutan, Nagisa! Maigo no Tanken-tai!! (シェイミ、メルタン、ナギサ！迷子の探検隊！！)"                                  | 14/4/2019      | 5/11/2019 Cartoon Network 20/12/2019 Biggs  |
| 1068 | SM–118 | "O Mais Alto Degrau da Fama! Chegar ao Mais Alto Piso!" "Saijōkai o Mezase! Bakuon no Doragonjimu! ! (最上階を目指せ！爆音のドラゴンジム！！)"                              | 21/4/2019      | 6/11/2019 Cartoon Network 06/02/2020 Biggs  |
| 1069 | SM–119 | "Um Despertar Veloz! Um Despertar a Alta Velocidade!" "Chōsoku no Kuwagannon! Māmane Kakusei! ! (超速のクワガノン！マーマネ覚醒！！)"                                       | 28/4/2019      | 7/11/2019 Cartoon Network 07/02/2020 Biggs  |
| 1070 | SM–120 | "O Resgate de Kyogre! O Que Não Escapou!" "Suiren Kaiōga wo Tsuru!? (スイレン、カイオーガを釣る！？)"                                                                       | 5/5/2019       | 11/11/2019 Cartoon Network 10/02/2020 Biggs |
| 1071 | SM–121 | "Uma Receita de Sucesso! Uma Receita para o Sucesso!" "Mao funtō! Mori no pokemon kafe! ! (マオ奮闘！森のポケモンカフェ！！)"                                               | 12/5/2019      | 12/11/2019 Cartoon Network 11/02/2020 Biggs |
| 1072 | SM–122 | "Espionando Para o Chefão! A Espiar Pelo Chefe!" "Kanshi shimasu! Roketto-dan arōra no su gata! ! (監視します！ロケット団アローラのすがた！！)"                             | 19/5/2019      | 13/11/2019 Cartoon Network 12/02/2020 Biggs |
| 1073 | SM–123 | "Um Treinamento Incandescente!" "Z Waza o kiwamero! Shakunetsu no kaki gasshuku! ! (Zワザを極めろ！灼熱のカキ合宿！！)"                                                     | 26/5/2019      | 30/12/2019 Cartoon Network                  |
| 1074 | SM–124 | "Vivendo no Fio da Navalha!" "Kireaji batsugun! Kamiturugi kenzan! ! (切れ味バツグン！カミツルギ見参！！)"                                                                  | 2/6/2019       | 16/03/2020 Cartoon Network                  |
| 1075 | SM–125 | "Um Encontro Atemporal!" "Satoshi, Toki wo koeta deai! (サトシ、時を超えた出会い！)"                                                                                        | 9/6/2019       | 1/01/2020 Cartoon Network                   |
| 1076 | SM–126 | "A Emocionante Aventura de Pikachu!" "Pikachū no dokidoki tanken-tai! (ピカチュウのドキドキ探検隊！)"                                                                       | 16/6/2019      | 2/01/2020 Cartoon Network                   |
| 1077 | SM–127 | "Buscando Lembranças, Criando Sonhos!" "Gurajio to Rīrie! Chichi no gen'ei o otte!! (グラジオとリーリエ！父の幻影を追って！！)"                                             | 23/6/2019      | 6/01/2020 Cartoon Network                   |
| 1078 | SM–128 | "Atacantes e Defensores da Liga!" "Kaimaku! Arōra Pokemon Rīgu!! (開幕！アローラポケモンリーグ！！)"                                                                        | 30/6/2019      | 13/01/2020 Cartoon Network                  |
| 1079 | SM–129 | "Batalha Real 151!" "Dai rantō! Batoru roiyaru 151!! (大乱闘！バトルロイヤル151！！)"                                                                                       | 7/7/2019       | 14/01/2020 Cartoon Network                  |
| 1080 | SM–130 | "Amigos de Batalha!" "Mao to Suiren! Yūjō no zenryoku batoru! (マオとスイレン！友情のゼンリョクバトル！)"                                                                   | 14/7/2019      | 15/01/2020 Cartoon Network                  |
| 1081 | SM–131 | "Batalhando Por Verdade e Amor!" "Musashi VS Kojirō! Ai to shinjitsu no batoru fīrudo!! (ムサシVSコジロウ！愛と真実のバトルフィールド！！)"                                 | 21/7/2019      | 16/01/2020 Cartoon Network                  |
| 1082 | SM–132 | "Imitação é a Forma Mais Sincera de Estratégia!" "Junaipā o kōryaku seyo! (ジュナイパーを攻略せよ！)"                                                                       | 28/7/2019      | 20/01/2020 Cartoon Network                  |
| 1083 | SM–133 | "Batalhando nas Alturas!" "Tori-jō kessen! Bureibubādo VS goddobādo!! (鳥上決戦！ブレイブバードVSゴッドバード！！)"                                                         | 4/8/2019       | 5/02/2020 Cartoon Network                   |
| 1084 | SM–134 | "A Caminho das Semifinais!" "Min'na zenryoku! Junkesshō e no michi!! (みんなゼンリョク！準決勝への道！！)"                                                                  | 11/8/2019      | 6/02/2020 Cartoon Network                   |
| 1085 | SM–135 | "Os Finalistas!" "Junkesshō! Kaki VS Gurajio!! (準決勝！カキVSグラジオ！！)"                                                                                                | 18/8/2019      | 17/02/2020 Cartoon Network                  |
| 1086 | SM–136 | "Cedendo à Ira!" "Moeagaru honō! Raibaru wa hitori janai!! (燃え上がる炎！ライバルはひとりじゃない！！)"                                                                    | 25/8/2019      | 18/02/2020 Cartoon Network                  |
| 1087 | SM–137 | "Sabedoria Para Não Fugir!" "Muhai no teiō Guzuma! (無敗の帝王グズマ！)" | 1/9/2019       | 19/02/2020 Cartoon Network                  |
| 1088 | SM–138 | "Rivais Finais!" "Kesshōsen! Saikyō raibaru taiketsu!! (決勝戦！最強ライバル対決！！)"                                                                                      | 8/9/2019       | 24/02/2020 Cartoon Network                  |
| 1089 | SM–139 | "Eis o Campeão!" "Tanjō! Arōra no hasha! ! (誕生！アローラの覇者！！)" | 15/9/2019      | 25/02/2020 Cartoon Network                  |
| 1090 | SM–140 | "Confronto de Movimentos Z!" "Akujikingu shūrai! Z-Waza daisakusen! ! (アクジキング襲来！Zワザ大決戦！！)"                                                                  | 22/9/2019      | 26/02/2020 Cartoon Network                  |
| 1091 | SM–141 | "Exibição Desmascarada!" "Fainaru batoru! Satoshi tai Kukui! ! (ファイナルバトル！サトシ対ククイ！！)"                                                                      | 29/9/2019      | 27/02/2020 Cartoon Network                  |
| 1092 | SM–142 | "Um Festival de Batalhas!" "Moeru! Minagiru! ! Furubatoru! ! ! (燃える！みなぎる！！フルバトル！！！)"                                                                      | 6/10/2019      | 15/04/2020 Cartoon Network                  |
| 1093 | SM–143 | "Surpresas Ardentes!" "Ketchaku! Gaogaen VS Nyahīto! ! (決着！ガオガエンVSニャヒート！！)"                                                                                  | 13/10/2019     | 18/05/2020 Cartoon Network                  |
| 1094 | SM–144 | "Movimentos de A a Z!" "Arōra saikyō no Z! Kapu-kokeko VS Pikachū! ! (アローラ最強のZ！カプ・コケコVSピカチュウ！！)"                                                       | 20/10/2019     | 19/05/2020 Cartoon Network                  |
| 1095 | SM–145 | "Sonhando com o Sol e a Lua!" "Taiyō to tsuki to, min'na no yume! (太陽と月と、みんなの夢！)"                                                                               | 27/10/2019     | 20/05/2020 Cartoon Network                  |
| 1096 | SM–146 | "Obrigado, Alola. E a Jornada Continua!" "Arigatou Arora! Sorezore no tabitachi!! (ありがとうアローラ！それぞれの旅立ち！！)"                                               | 3/11/2019      | 21/05/2020 Cartoon Network                  |